# Anna German
Pour l’article homonyme, voir German.
Anna German (en russe : А́нна Викто́рия Ге́рман, en polonais : Anna Wiktoria German-Tucholska), née le 14 février 1936 à Ourguentch, en République socialiste soviétique d'Ouzbékistan et morte le 25 août 1982 à Varsovie, en Pologne, est une chanteuse polonaise d'origine allemande d'URSS, vedette de la scène polonaise et soviétique des années 1960 à 1980.
Elle interpréta des chansons notamment en polonais, en russe et en italien, tourna en Union soviétique, aux États-Unis, au Canada, en Australie, en France, au Portugal, en Italie, en Hongrie, en Angleterre et en Mongolie, entre autres.
Elle remporta le premier prix de nombreux festivals à Monte-Carlo, Bratislava, San Remo, Naples, Viareggio, Cannes, Sopot, etc.

## Biographie

### Origines et jeunesse
Née Martens, sa mère Irma (1909-2007) était issue d’une famille de mennonites hollandais germanifiés qui s'exilèrent en Allemagne pour des raisons religieuses, puis se fixèrent en Russie à l’époque de l’impératrice Catherine II. Elle naquit à Wohldemfürst, village allemand du Kouban fondé en 1863 au sud de Stavropol. Le père d'Anna, Eugen Hörmann (transcrit en russe Евгений Ге́рман, soit Evgueni German), était quant à lui d'origine allemande d'Ukraine né en 1909 à Łódź (en Pologne alors partie de l'Empire russe), où son père Friedrich (né à Hoffnung en Ukraine) étudiait au séminaire protestant. Ensuite la famille Hörmann retourna en Ukraine. En 1929, le jeune Eugen est exilé en Ouzbékistan et constamment surveillé.
À la même époque, la famille de sa mère Irma est déplacée du Kouban à Ferghana en Ouzbékistan, où la jeune fille, institutrice d'allemand, fait la connaissance d'Eugen Hörmann, devenu jeune comptable et elle se marie avec lui. Dans la famille d'Irma on parlait le Plautdietsch, dialecte typique des Mennonites de l'époque. Il existait une grande minorité d'Allemands déplacés en Ouzbékistan (elle augmenta encore lorsque le reste des Allemands de l'URSS fut déporté en Asie centrale pendant la guerre). Le jeune ménage vécut à Ourgentch ville nouvellement construite en pleine expansion économique d'Ouzbékistan soviétique, où se trouvait aussi une minorité allemande et où le père voulait échapper à la surveillance du NKVD qui le harcelait à Ferghana. Le père d'Anna accusé d’espionnage pendant la terreur stalinienne fut finalement arrêté en 1937 et fusillé en 1938 par le NKVD à Tachkent. 
La mère d'Anna et la petite Anna vécurent d'abord à Tachkent où naquit le petit Friedrich (il meurt deux ans plus tard de scarlatine), puis après l'exécution du père, la famille fut exilée à Orlovka en Kirghizie voisine et ensuite à Djamboul (aujourd'hui Taraz) au Kazakhstan. 
La mère d’Anna épousa en secondes noces en 1942 un officier polonais combattant au sein du corps d'armée polonais formé par les Soviétiques (Herman Berner, d'origine allemande), mais il mourut en 1943 à la bataille de Lenino. Après la guerre, Irma Berner (en tant que veuve d'officier polonais) put obtenir des papiers pour elle-même et sa fille et partir pour la Pologne en 1946. Elle s'installa avec la fillette de dix ans à Nowa Ruda, puis en 1949 à Wrocław. 
Là-bas, sa fille Anna entra plus tard à l’université de Wrocław où elle étudia la géologie. Quant à Irma, elle poursuivit une carrière de professeur d'allemand à l'académie d'agriculture de Wrocław.

### Carrière de chanteuse

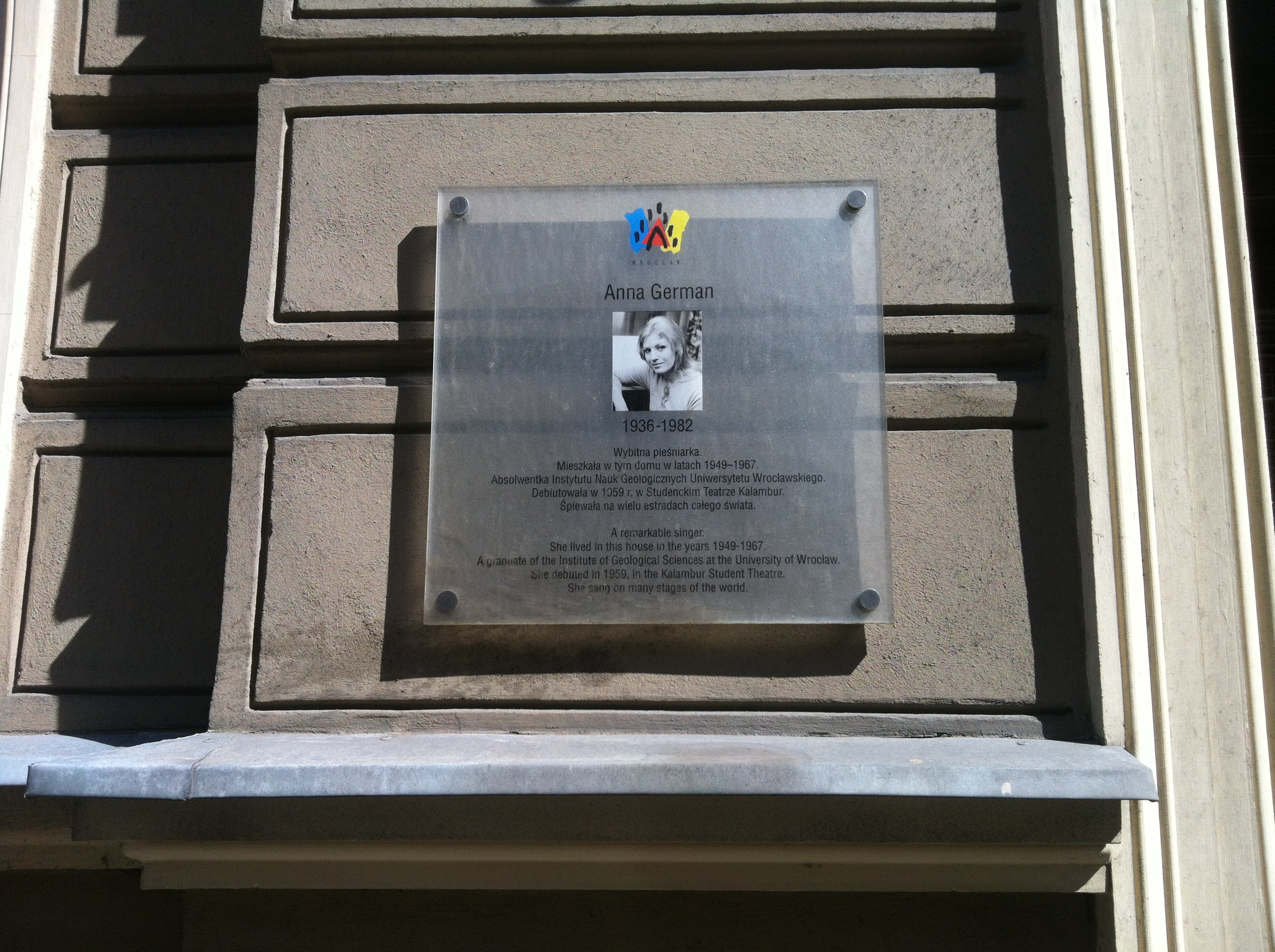
Plaque commémorative à Wroclaw.

La future chanteuse fit ses premiers pas dans la profession en 1960 au théâtre estudiantin Calembour (en polonais : Kalambur). Boursière du gouvernement italien, Anna German partit quelques mois pour Rome. L’acteur-réalisateur Julian Krzywka l'invita dans sa troupe, ce qui lui permit de participer au « 3e Festival International de la Chanson » (Międzynarodowy Festiwal Piosenki Polskiej, en polonais) à Sopot (en Pologne) où elle remporta la deuxième place – dans la catégorie des chanteurs polonais – avec la chanson Tak mi z tym źle.
En 1967, en tournée en Italie, Anna German subit un très grave accident de la route qui faillit lui être fatal et ne revint sur scène qu’en 1970. Deux ans plus tard, elle se maria avec Zbigniew Tucholski et donna naissance à leur fils (lui aussi prénommé Zbignew) en 1975.
Elle mourut d'un cancer en 1982 et fut inhumée au cimetière évangélique réformé de Varsovie (Pologne).

### Répertoire et audience

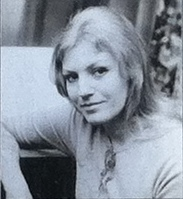
Anna German.

Des compositeurs soviétiques parmi les meilleurs – Arno Babadjanian, Evgueni Ptitchkine, Alexandra Pakhmoutova, Yan Frenkel, Oscar Feltsman, Vladimir Chaïnski – écrivirent des chansons pour elle. Anna German est surtout connue pour avoir interprété les chansons Надежда/Nadejda (L'Espoir), Когда цвели сады/Kogda tsveli sady (Quand les jardins étaient en fleur), Эхо любви/Èkho lioubvi (L’Écho de l’amour), Случайность/Sloutchaïnost' (Le Hasard) et Гори, гори, моя звезда/Gori, gori, moïa zvezda (Brille, brille, mon étoile). Anna German jouit d’une énorme popularité en Union soviétique dans les années 1970-1980. Ainsi, durant la finale du festival « La Chanson de l'année » (Песня года/Pesnia goda, en russe), Anna interpréta Kogda tsveli sady, ce qui déchaîna une ovation frénétique de la part du public et força les organisateurs à dépasser le cadre rigide imposé aux émissions diffusées en direct pour l'autoriser à bisser la chanson, cas rarissime dans l’histoire de cette manifestation.
Bien que surnommée l' « ange blanc de la variété polonaise » (en polonais : « biały anioł polskiej estrady »), les Polonais gardent à son égard une attitude ambiguë, car beaucoup de ses chansons sont interprétées en russe[réf. nécessaire]. Anna German était quant à elle une partisane ardente en faveur de liens culturels étroits entre la Pologne et l’Union soviétique[réf. nécessaire].
En tant que chanteuse, Anna German se distingue par un sens musical, un talent artistique et une tendresse perceptibles dans chacune de ses chansons. Son répertoire comprend des œuvres d’une grande diversité et même les chansons burlesques traduisent chez elle une légère tristesse. En ce qui concerne les chansons tragiques ayant comme sujet la guerre, une lourde perte ou une malheureuse destinée de femme, Anna German sut montrer pleinement son talent artistique en exprimant avec habilité le chagrin inconsolable ou le désespoir.

## Discographie
(principaux enregistrements en albums)
- Na tamten brzeg (1964)
- Tańczące Eurydyki (1965)
- Recital piosenek  (1967)

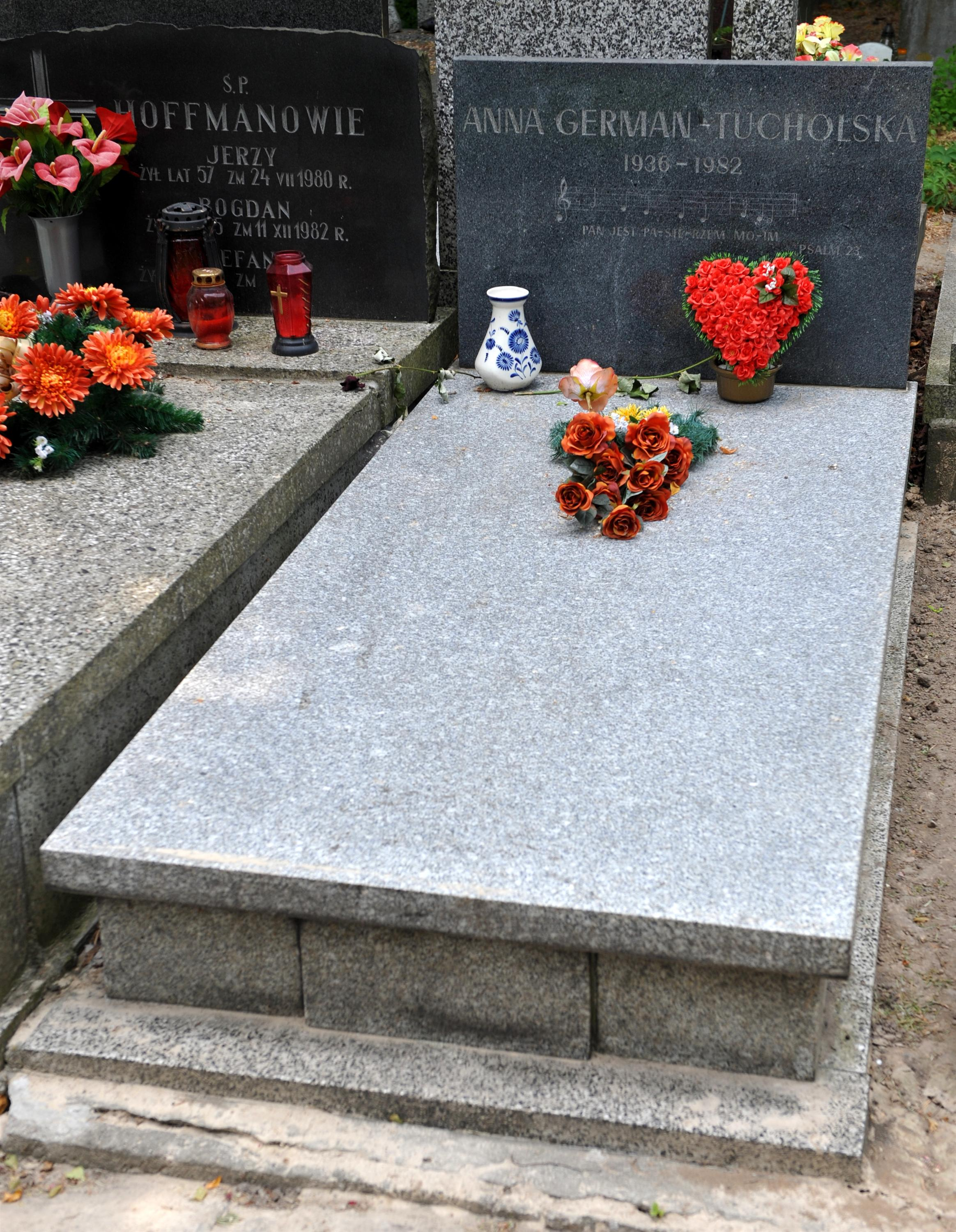
Tombe d'Anna German au cimetière évangélique de Varsovie. Sous son nom, on peut lire le verset du psaume Le Seigneur est mon berger.

- I classici della musica napoletana (1967)
- Człowieczy los (1970)
- Domenico Scarlatti - Airs de l'opéra Tetide in Sciro (1971)
- Wiatr mieszka w dzikich topolach (1972)
- To chyba maj (1974)
- Anna German (1978)
- Pomyśl o mnie  (1979)
- Tylko w tangu/ Dookoła kipi lato (1979)
- Śpiewa Anna German (1979)
- Надежда (Nadejda, 1980)
- Последняя встреча (Poslednïaïa vstretcha, 1982)
- Jesteś moją miłością (1984)

### Albums en russe
- 1977 Kogda tvely sady (Когда цвели сады), Quand les jardins étaient en fleur LP
- 1979 Droug dielfin (Друг дельфин), L'Ami du dauphin LP
- 1980 Nadieżda (Надежда), L'Espoir LP
- 1982 Posledniaïa vstrietcha (Последняя встреча), La Dernière rencontre LP
- 1982 Ekho lioubvi (Эхо любви), L'Écho de l'amour – live 1979 LP
- 1996 Niezabyty motiv (Незабытый мотив), Refrain inoubliable CD
- 1996 Lioutchie piesni (Лучшие песни), Meilleures chansons CD
- 1998 Kogda tveli sady (Когда цвели сады) Quand les jardins étaient en fleur CD
- 1999 Anthologie de la musique légère soviétique (Антология советского шлягера) MC
- 2000 Encyclopédie musicale de la chanson populaire russe (Российская эстрадная музыкальная энциклопедия) CD
- 2000 Posledniaïa vstrietcha (Последняя встреча), La Dernière rencontre CD
- 2001 Lioubvi niegromkie slova (Любви негромкие слова), Les mots doux de l'amour CD
- 2001 et 2003 Vachi lioubimye piesni (Ваши любимые песни), Vos chansons préférées CD
- 2003 L'Âge d'or de la chanson de variété russe (Золотой век русской эстрады) CD
- 2003 Possidim, pomoltchim (Посидим помолчим), Arrêtons-nous et taisons-nous vol. 1 CD
- 2003 Spassibo tibie moïo sierdtse (Спасибо тебе моё сердце), Je te remercie mon cœur vol. 2 CD

## Publications
Anna German est l'auteur de:
- (pl) Wróć do Sorrento? (Reviendras-tu à Sorrente ?), traduit en russe sous le titre « Вернись в Сорренто?  », (sur la période italienne de sa carrière)[5]
- Conte de l'étourneau aux ailes rapides (traduit en russe «  Сказка о быстрокрылом скворце  », dans la biographie d'Ivan Ilitchev Anna German. Brille, brille mon étoile, tome I)[6]

## Filmographie
En septembre 2012, pour le trentième anniversaire de sa mort, la 1re chaîne de la télévision russe présente un téléfilm en dix épisodes consacré à sa vie intitulé : Anna German : le secret de l'aigle blanc qui rencontre un grand succès ; il passe en Ukraine en 2012 et à la télévision polonaise en 2013. Le rôle d'Anna German est tenu par l'actrice polonaise Joanna Moro.